# Discussion
 (juin 2009).
Si vous disposez d'ouvrages ou d'articles de référence ou si vous connaissez des sites web de qualité traitant du thème abordé ici, merci de compléter l'article en donnant les références utiles à sa vérifiabilité et en les liant à la section « Notes et références ».

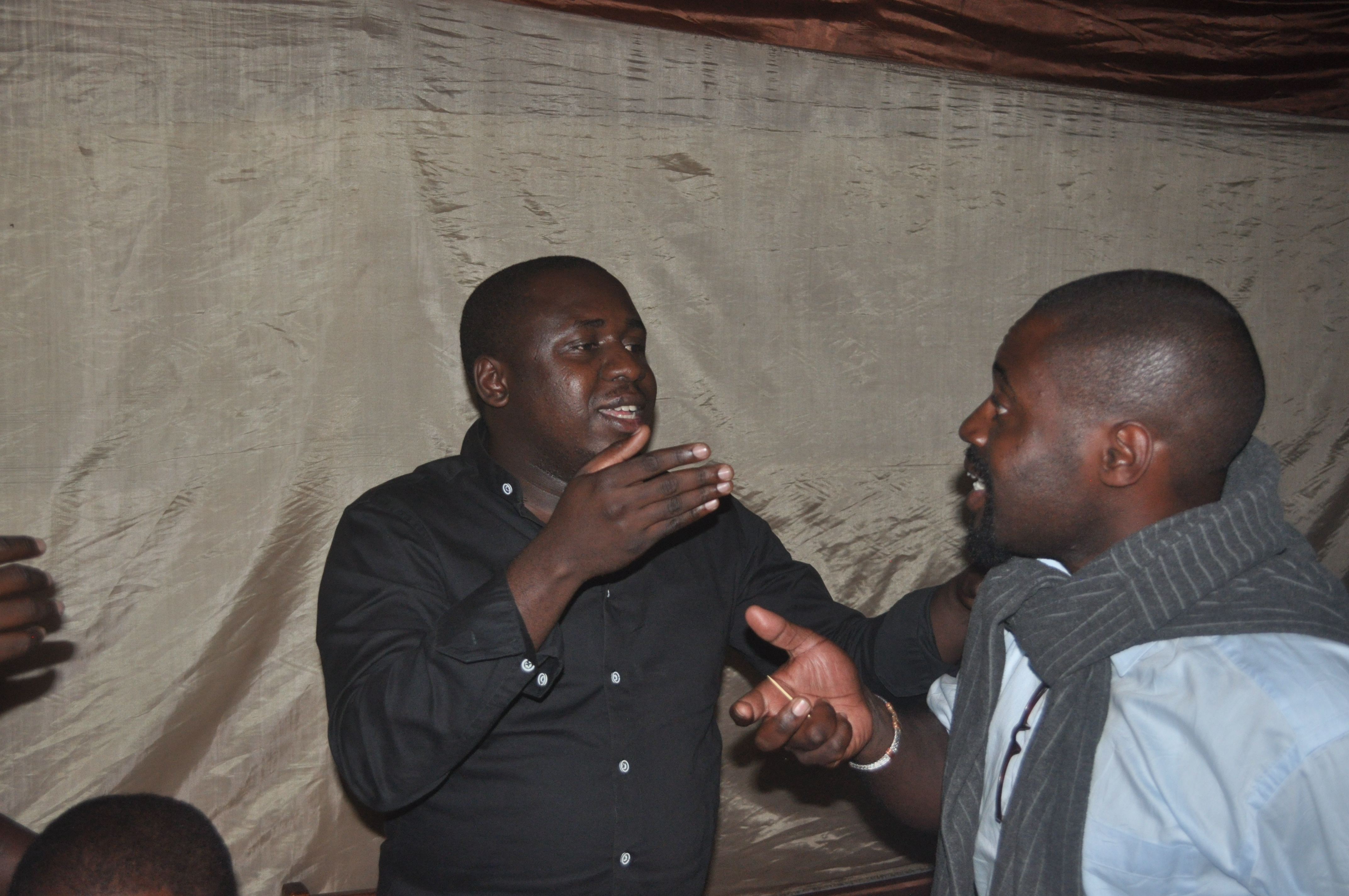
Discussion d'affaires avec un ami et associé (RDC).

Une discussion est un processus itératif fait d'échanges interactifs d'informations entre plusieurs personnes, au moins entre deux personnes. Interactif ne signifie pas forcément numérique, mais qui relève de l'interaction.
Il y a discussion lorsque chacune des parties réagit aux signaux de l'autre partie. La confrontation des signaux a pour objectif d'enrichir la connaissance des différentes parties. Cela implique l'écoute qui est le point de départ constituant le prolongement de l'échange.

## Composition typographique
Lorsqu'une discussion est reproduite par écrit, elle est souvent composée sous la forme d'un alinéa par réplique, l'alinéa commençant par un tiret cadratin « — » ou demi-cadratin « – ». Si l'auteur choisit de faire ressortir dialogue comme une citation, alors le premier alinéa commence par un guillemet ouvrant qui remplace le premier tiret, et le dernier alinéa se termine par un guillemet fermant. Le dialogue peut également être « noyé » au cœur du texte, encadré de guillemets, l'alternance étant souvent marquée par un tiret.
En littérature, l'identification des protagonistes peut se faire par des propositions de type « Mme Unetelle s'exclama alors : […] », « […] , ajouta M. Untel. » Lorsque le dialogue ne se fait qu'entre deux personnages, l'identification est souvent faite en début de dialogue, puis la règle de l'alternance est appliquée implicitement.
Au théâtre, le nom du personnage s'exprimant est indiqué en début d'alinéa.
Dans un rapport ou un compte-rendu, la discussion est souvent paraphrasée, sous la forme : « M. Untel déclare ceci-cela. Mme Unetelle lui répond tel argument. M. Iks fait remarquer que cela n'est pas possible. »
Lorsque la discussion a lieu par échange de courriels, la nétiquette recommande de conserver l'ordre chronologique de la discussion et d'éviter le TOFU.
Sur les forums par interface Web, souvent appelés de manière pléonastique « forums de discussion », chaque message échangé peut être relativement long. Lorsqu'un contributeur répond à un ou plusieurs messages, il est recommandé qu'il cite la partie du texte du message auquel il répond, et qu'il tronque les passages superflus. Sur les forums utilisant le moteur phpBB, le texte cité est encadré par des balises [quote="nom de l'auteur"] citation [/quote].

## Mise en scène au cinéma et à la télévision
Nonobstant la liberté de création du réalisateur, une discussion est souvent découpée en champ–contre-champ. On applique alors quasiment systématiquement la règle dite des 180° qui stipule que lors d'une discussion, une personne est toujours filmée sous le même profil.

## Exemples

### Débats
Un débat est souvent une discussion tendue sur un sujet sur lequel les participants ont un avis partagé. La différence est donc qu'une discussion sous forme de débat est plus complexe qu'une discussion globale sur un sujet sur lequel tout le monde se met d'accord.

### Sur Wikipédia
Sur Wikipédia, par exemple, les discussions peuvent prendre différentes formes. Il peut s'agir de débats auxquels participent les utilisateurs ou lecteurs sur un sujet tel que : suppression de page, ajout de page, recyclage, etc.